# Europa Report
Europa Report è un film del 2013 diretto da Sebastián Cordero.
Film di fantascienza statunitense che adotta la forma del found footage.

## Trama
Sei astronauti di diverse nazionalità vengono radunati per formare la squadra che farà il primo viaggio verso Europa, quarto satellite naturale del pianeta Giove, per cercare possibili forme di vita aliene.

## Produzione
Le riprese del film iniziano il 7 novembre e terminano nel dicembre 2011 e si svolgono interamente all'interno dei Cine Magic Studios di Brooklyn, a New York.
La prima immagine ufficiale del film viene diffusa l'11 febbraio 2012, mentre poco dopo, il 13 febbraio, viene allestito il sito per la campagna virale della pellicola.

## Distribuzione
Il primo trailer del film viene pubblicato online il 17 maggio 2013.
La pellicola è stata distribuita negli Stati Uniti d'America il 27 giugno 2013 in modalità video on demand ed è uscita nelle sale cinematografiche a partire dal 2 agosto.

### Divieti
Il film viene vietato ai minori di 13 anni negli Stati Uniti d'America per azione fantascientifica e scene di pericolo.

## Riconoscimenti
- 2013 - Science Fiction and Fantasy Writers of America
  - Candidatura Miglior film
- 2013 - Sitges - Festival internazionale del cinema fantastico della Catalogna
  - Candidatura Miglior film